# Маркетто, Агостино
Агостино Маркетто (итал. Agostino Marchetto; род. 28 августа 1940 года, Виченца, королевство Италия) — итальянский прелат, ватиканский дипломат и куриальный сановник Святого Престола. Титулярный архиепископ Астиги с 31 августа 1985 по 30 сентября 2023. Апостольский про-нунций на Мадагаскаре и Маврикии с 31 августа 1985 по 7 декабря 1990. Апостольский про-нунций в Объединённой Республике Танзания с 7 декабря 1990 по 18 мая 1994. Апостольский нунций в Республике Беларусь с 18 мая 1994 по 15 апреля 1996. Постоянный наблюдатель Святого Престола при организациях и специализированных учреждениях Организации Объединённых Наций в Риме с 7 июля 1999 по 6 ноября 2001. Секретарь Папского совета по пастырскому попечению о мигрантах и странствующих с 6 ноября 2001 по 25 августа 2010. Кардинал-дьякон с титулярной диаконией Санта-Мария-Горетти с 30 сентября 2023.

## Биография

### Образование и священство
Получил ученые степени магистра богословия и доктора канонического права. Обучался в Папской церковной академии в Риме. 28 июня 1964 года рукоположен в священники епархии Виченца.

### На дипломатической службе Святого Престола
1 июня 1968 года поступил на дипломатическую службу Святого Престола.
Работал в дипломатических представительствах Святого Престола в Республике Замбия, Республике Малави, Республике Куба, Алжирской Народной Демократической Республике, Ливийской Арабской Джамахирии, Королевстве Марокко, Республике Тунис, Республике Португалия, Республике Зимбабве, Республике Мозамбик.
31 августа 1985 года Папой Иоанном Павлом II был возведен в сан титулярного архиепископа Астиги и назначен Апостольским про-нунцием на Мадагаскаре и Маврикии.
Обряд епископской хиротонии был совершён 1 ноября 1985 года.
С 7 декабря 1990 года по 18 мая 1994 года — Апостольский про-нунций в Объединённой Республике Танзания.
С 18 мая 1994 года по 15 апреля 1996 года — Апостольский нунций в Республике Беларусь. Верительные грамоты вручил 25 августа 1994 года.

### Работа в Римской Курии
С 16 апреля 1996 года по 7 июля 1999 года работал в Государственном секретариате Святого Престола. С 7 июля 1999 года — Постоянный наблюдатель Святого Престола при организациях и специализированных учреждениях Организации Объединённых Наций (ООН) в Риме (Продовольственная и сельскохозяйственная организация ООН; Международный фонд сельскохозяйственного развития; Всемирная продовольственная программа).
С 6 ноября 2001 года по 25 августа 2010 года — Секретарь Папского совета по пастырскому попечению о мигрантах и странствующих.
С 2010 года — в отставке.

## Владение языками
Кроме итальянского, знает английский, французский, немецкий, испанский, португальский, латинский языки.
Может говорить на языках суахили, банту, бемба и тонганском (проповедовал на этих языках)
Немного говорит по белорусски и по арабски.